# Fu Yuanhui
Fu Yuanhui (kinesiska: 傅园慧; pinyin: Fù Yuánhuì), född 7 januari 1996 i Anji, Zhejiang, Kina är en kinesisk simmare. Hon deltog vid olympiska sommarspelen 2012 och blev världsmästare i 50 meter ryggsim vid världsmästerskapen i simsport 2015.

### Fotnoter
1. ↑  运动员学生傅园慧 学校老师：她天真又刻苦 (på kinesiska), 9 augusti 2016, läs online, läst: 25 januari 2025.[källa från Wikidata]
2. ↑  傅园慧很真很钻 一点儿不另类 (på kinesiska), läs online, läst: 25 januari 2025.[källa från Wikidata]
3. ↑  “洪荒少女”傅园慧有了新身份！即将入职浙江大学 (på kinesiska), läs online, läst: 25 januari 2025.[källa från Wikidata]
4. 1 2  傅园慧刚官宣硕士毕业！拟被浙大录用为...... (på kinesiska), läs online, läst: 25 januari 2025.[källa från Wikidata]
5. ↑  Swimrankings.net, Swimrankings.net simmar-ID: 4774418, läst: 26 april 2022.[källa från Wikidata]
6. 1 2  入职浙大，成为专职游泳教师的傅园慧希望 在专业上给大家足够的支撑 在情绪上也给足够的价值 (på kinesiska), läs online, läst: 25 januari 2025.[källa från Wikidata]
7. ↑  läs online, hr.zju.edu.cn , läst: 25 januari 2025.[källa från Wikidata]
8. ↑  Galna intervjun efter säkrade finalplatsen, expressen.se, 10 augusti 2016
9. ↑  ”Fu Yuanhui Bio, Stats, and Results - Olympics at Sports.reference.com”. sportsreference.com. Sportsreference. Arkiverad från originalet den 11 september 2015. https://web.archive.org/web/20150911221213/http://www.sports-reference.com/olympics/athletes/fu/fu-yuanhui-1.html. Läst 6 augusti 2015.
10. ↑  ”Fu Yuanhui wins women's 50m backstroke world gold”. bangkokpost.com. Bangkok post. http://www.bangkokpost.com/news/sports/646912/fu-yuanhui-wins-women-50m-backstroke-world-gold. Läst 6 augusti 2015.